# Тетт, Гиллиан
Гиллиан (Джиллиан) Тетт (англ. Gillian R. (Romaine) Tett; род. 10 июля 1967, Великобритания) — британская журналистка, обозреватель и член редакционной коллегии Financial Times, ранее возглавляла эту редколлегию, также прежде управляющий редактор Financial Times в США (2013—2019, 2010—2012). Доктор философии по антропологии. В 2014 году стала Колумнистом года по версии British Press Awards. Отмечена Marsh Award Королевского антропологического института (2014, первый удостоенный) и Президентской медалью Британской академии (2011). Также называлась «Журналистом года» (2009) и «Бизнес-журналистом года» (2008) по версии British Press Awards. Одновременно является провостом Королевского колледжа в Кембридже (с октября 2023). Автор четырех бестселлеров. Получила три американские премии SABEW и медаль президента Американской антропологической ассоциации (2022), а также ряд почетных степеней. «Бизнес-коммуникатор года» по версии Гильдии спичрайтеров Великобритании в 2012 году.
Окончила Кембриджский университет.
До прихода в Financial Times в 1993 году получила степень доктора философии по социальной антропологии в Кембриджском университете на основе полевых исследований в бывшем Советском Союзе в начале 1990-х годов. Уже во время обучения в докторантуре работала внештатным сотрудником в FT и BBC. В FT работала репортером в России и Брюсселе, экономическим репортером, руководителем токийского бюро, исполняющим обязанности редактора Lex column, редактором по рынкам капитала, помощником редактора, управляющим редактором Financial Times в США (2010—2012, 2013—2019), главою редколлегии.
Соучредитель в 2009 информационного бюллетеня FT Moral Money, дважды подряд удостоенного награды SABEW Best in Business.
В 2016 году удостоилась почетных степеней от Университета Эксетера и Университета Майами. В 2015 получила почетную докторскую степень Ланкастерского университета, а в 2007 — премию Уинкотта. В 2017 году названа комментатором года по версии Editorial Intelligence.
Автор книги Anthro-Vision, A New Way to See Life and Business, опубликованной в 2021 году и получившей премию Porchlight за лучшую деловую книгу и премию Columbia Business School.
Ее книга The Silo Effect (Simon & Schuster, 2015) рассматривает мировую экономику и финансовую систему через призму культурной антропологии. Автор бестселлера New York Times «Золото дураков: как безудержная жадность развратила мечту, разрушила мировые рынки и развязала катастрофу» (Little Brown, Великобритания, и Simon and Schuster, США), опубликованного в мае 2009 года, названного финансовой книгой года на первой премии Spear’s Book Awards. Также автор Saving the Sun (Harper Collins, 2003).